# Morita Shiryū
Morita Shiryū (森田 子龍), né le 24 juin 1912 à Toyooka et mort le 1er décembre 1998 à Kyoto, est un artiste japonais d'après-guerre qui a révolutionné la calligraphie japonaise en une esthétique d'avant-garde mondiale,.

## Biographie
Il naît sous le nom de Morita Kiyoshi (森田清). Vers 1925, il adopte le nom d'art Morita Shiryū (森田子龍), « Shiryū » (子龍) pouvant être traduit par « enfant dragon ». Vers 1937, il s'installe à Tokyo pour étudier la calligraphie auprès de Ueda Sōkyū (上田桑鳩). En 1943, il rentre chez lui et cinq ans plus tard, il s'installe à Kyoto pour s'immerger dans sa communauté artistique.
Il est l'un des membres fondateurs du groupe d'avant-garde Bokujinkai (littéralement « personnes de l'encre »), une association d'artistes calligraphes qui a la volonté de propulser l'art de la calligraphie au rang de notoriété internationale. Il édite le mensuel « Bokubi » (墨美, « La beauté de l'encre ») de 1951 à 1981. Au sein du Bokujinkai, Morita lance des échanges artistiques et intellectuels avec de nombreux artistes abstraits internationaux de premier plan, notamment Franz Kline, Pierre Soulages, Pierre Alechinsky et Walasse Ting.